# Tsewang Norbu (militant)
Ne doit pas être confondu avec Tsewang Norbu.
Pour les articles homonymes, voir Norbu.
Tsewang Norbu (tibétain : ཚེ་དབང་ནོར་བུ་, Wylie : Tshe-dbang Nor-bu ; 1er juillet 1949 - 18 août 2018 à Berlin) est un militant allemand d'origine tibétaine des droits de l'homme et des droits civiques.

## Biographie
Tsewang Norbu est né dans le village de Sengeri, près de la frontière avec le Bhoutan, peu avant le soulèvement tibétain de 1959. Étant donné que son village se trouvait sur la route de l'exode tibétain de 1959, dont les participants voulaient fuir à l'étranger après le soulèvement du 10 mars 1959 et ont indiqué les atrocités commises par l'Armée populaire de libération chinoise, tous les habitants de son village ont également fui. Tsewang, âgé de dix ans, a donc quitté sa patrie tibétaine via le Bhoutan pour l'Inde à pied avec sa famille. Jusqu'en 1969, il fréquente l'école de Mussoorie, dans le nord de l'Inde . Il a ensuite étudié au Collège Saint-Étienne de l'université de Delhi et en sort diplômé en 1973 avec son baccalauréat ès arts avec mention. Dans le but de poursuivre ses études universitaires, il est venu en Allemagne en 1973, où il a d'abord étudié la sociologie et la tibétologie à l' université de la Ruhr à Bochum, plus tard à l' Université Johann Wolfgang Goethe de Francfort-sur-le-Main et enfin à la Université rhénane Frédéric-Guillaume de Bonn.
Norbu a travaillé pendant plusieurs années comme expert du Tibet auprès de Petra Kelly , membre du Bundestag , et d' Eva Quistorp , membre du Parlement européen . En 1992, il est allé à la Fondation Heinrich-Böll , où il est devenu coordinateur du Comité des droits civiques pour les migrants et les réfugiés en plus de ses fonctions dans la protection de l'environnement, la non-violence et la recherche sur la paix et les conflits. Il a lui-même mené des dialogues intensifs avec des extrémistes de droite afin de les rapprocher de la tolérance. Norbu a également été membre fondateur de la Tibet Initiative Deutschland et de l'Association des Tibétains en Allemagne en 1979. Tsewang Norbu a donné de nombreuses conférences et publié de nombreux articles politiques et reportages radio pour Radio Free Asia,.

Norbu est cofondateur du Congrès national tibétain, un parti politique en exil,.
En tant qu'homme politique en exil, Norbu a organisé des événements sur les relations entre la Chine et le Tibet. Étant en contact étroit avec le 14e dalaï-lama , il a organisé des entretiens et des visites pour des politiciens et des journalistes allemands. Plus tard, les partisans du Tibet comprenaient : la députée verte Petra Kelly, le ministre fédéral Christian Schwarz-Schilling , les deux Premiers ministres de Hesse Roland Koch et Volker Bouffier et le présentateur de télévision Franz Alt.
Tsewang Norbu est décédé dans un accident en 2018. Dans son éloge funèbre, la vice-présidente du Bundestag Claudia Roth a souligné qu'il avait fondamentalement fait en sorte que la question de la situation des droits de l'homme au Tibet soit remarquée par le public allemand.